# Cele zece zile ale Bresciei
Cele zece zile ale Bresciei (în italiană Dieci giornate di Brescia) a fost o revoltă care a izbucnit în orașul Brescia din nordul Italiei și a durat zece zile, în perioada 23 martie - 1 aprilie 1849. 
La începutul secolul al XIX-lea Brescia făcea parte din Regatul Lombardia-Veneția, un stat marionetă al Austriei. Revolta, condusă de patriotul italian Tito Speri, a început în aceeași zi în care a avut loc Bătălia de la Novara (deși vestea victoriei Austriei a ajuns mai târziu la Brescia).
Trupele austriece aflate sub comanda generalului Nugent au fost inițial surprinse și s-au retras în castel, de unde au bombardat puternic orașul, distrugând multe monumente istorice ale Bresciei. Orașul a fost încercuit în întregime de austrieci abia în cea de-a opta zi a revoltei, când au sosit întăriri. În ziua următoare, generalul Haynau, poreclit mai târziu „Hiena din Brescia”, a venit și a cerut capitularea necondiționată a locuitorilor orașului. Cum aceștia din urmă a refuzat, lupta a continuat până târziu în noapte, când capii revoltei au decis să se predea. În ziua următoare (1 aprilie), cu toate acestea, trupele austriece au prădat orașul și au masacrat numeroși locuitori înainte ca actul de capitulare să fie semnat.
Aproximativ 1.000 de cetățeni ai orașului au fost uciși în timpul luptei. Ca urmare a rezistenței acerbe pe care a dovedit-o, orașul Brescia și-a câștigat prenumele Leonessa d'Italia (Leoaica Italiei).